# Legion Młodych

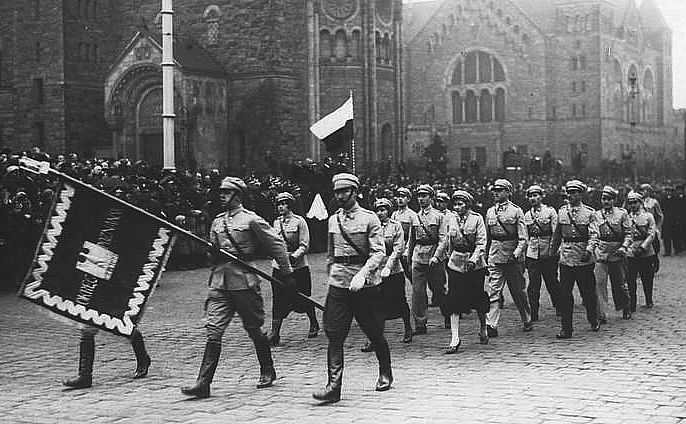
Przemarsz członków Legionu Młodych w Poznaniu w 1933 roku

Legion Młodych – Akademicki Związek Pracy dla Państwa – radykalna piłsudczykowska organizacja młodzieżowa. Utworzona 13 lutego 1930 r. z inicjatywy tzw. grupy „pułkowników”; na jej kształt silny wpływ wywarł Adam Skwarczyński. Jej celem było zwalczanie wpływów opozycji (zwłaszcza endecji) na wyższych uczelniach. Głosiła ideologię nacjonalizmu państwowego (nie etnicznego) o charakterze antykapitalistycznym, antyklerykalnym i antydemokratycznym; wrogom w postaci KKK (Komintern, Kościół, Kapitał) przeciwstawiała ideał „Państwa Zorganizowanej Pracy”. Z powodu antyklerykalizmu prymas August Hlond zagroził ekskomuniką jej członkom. Współpracowała z Organizacją Młodzieży Pracującej i  Organizacją Pracy Obywatelskiej Młodzieży „Straż Przednia”. 
W latach 1930–1933 LM rozwijał się bardzo dynamicznie osiągając liczbę 25 tysięcy członków. W lutym 1934 r. list Episkopatu, potępiający LM za komunizowanie, zapoczątkował kryzys organizacji i nasilenie konfliktów wewnętrznych. Radykalizacja LM doprowadziła 19 IV 1935 r. do zerwania z Legionem starszych polityków sanacyjnych (m.in. Walery Sławek, Janusz Jędrzejewicz). 1 V 1936 r. Legion wraz z młodzieżą PPS utworzył Front Młodej Lewicy Polskiej, ale 26 VII 1936 r. w LM doszło do rozłamu. Opozycja lewicowa oderwała się jako LM–Frakcja i w czerwcu 1937 r. przyłączyła  się do PPS, natomiast prawe skrzydło poparło konsolidację sanacji. W 1937 r. LM (prawica) początkowo zgłosił akces do Obozu Zjednoczenia Narodowego, ale niebawem z nim zerwał i 8 XII 1938 r. połączył się z prawicą Związku Polskiej Młodzieży Demokratycznej w Legion Młodzieży Polskiej, którego przewodniczącym został Józef Michał Mrozowicki. 

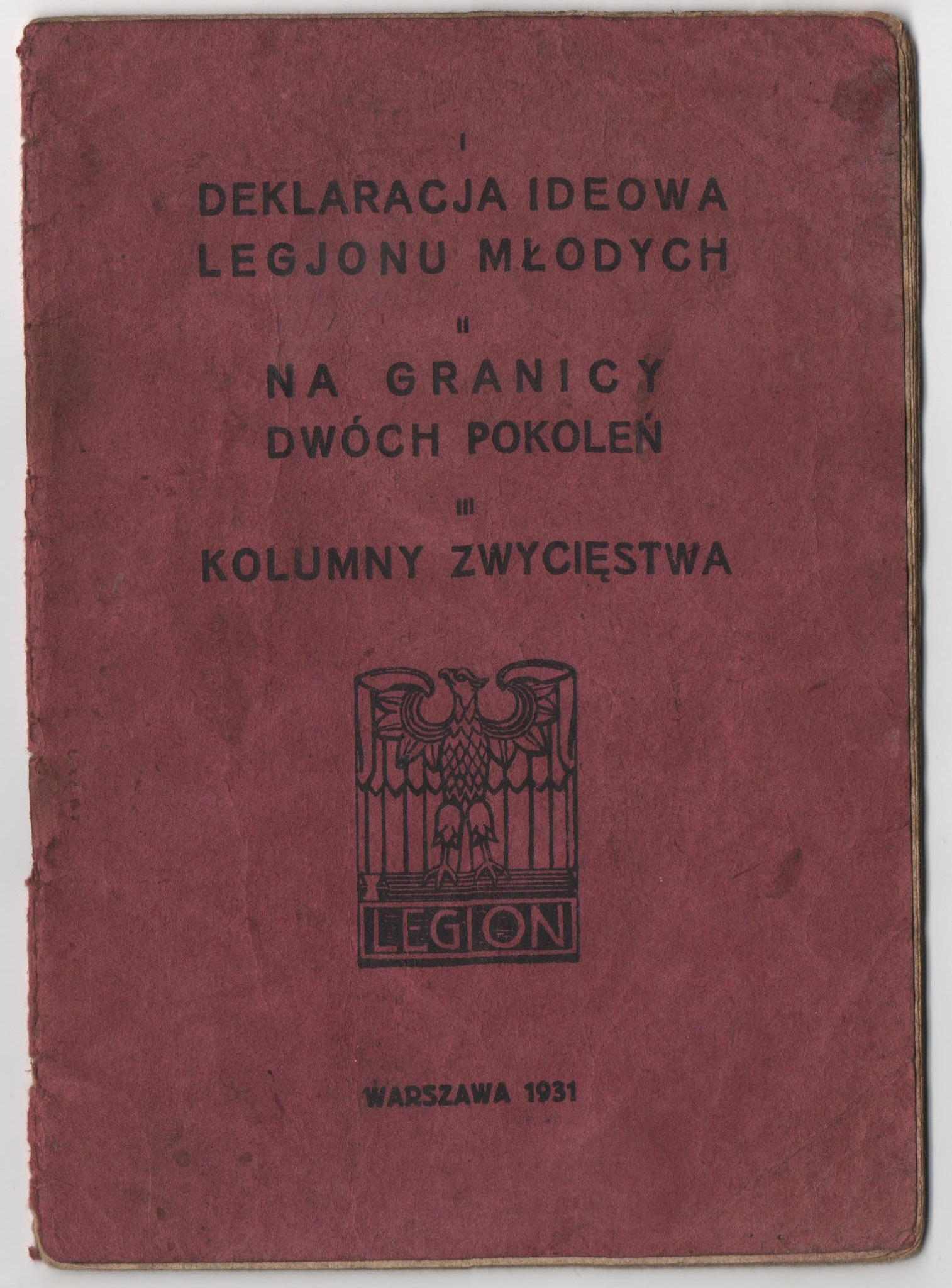
Deklaracja ideowa Legionu Młodych, 1931

Komendantami Głównymi LM byli kolejno Zbigniew Zapasiewicz, Leon Stachórski, Józef Bieliński, Witold Bielski, Włodzimierz Bociański oraz Józef Michał Mrozowicki. Organy prasowe to m.in. „Państwo Pracy”, „Ruch Młodolegionowy”, „Nowy Ustrój”, „Dziś i Jutro”.